# Корунович, Момир
Момир Корунович (серб. Момир Коруновић; 1 января 1883, Глоговац, Сербия — 17 апреля 1969, Белград, Югославия) — сербский архитектор, наиболее известен своими работами в стиле сербско-византийского возрождения. Его считают основоположником романтичного стиля неоготики, единственным архитектором начала XX века, предлагавшим самобытный стиль и построившим в сербской столице несколько оригинальных монументальных зданий, за что его называли «сербским Гауди».

## Биография
Корунович получил высшее образование в Белграде и продолжил учебу в аспирантуре Чешского технического университета в Праге, получив стипендию, предоставленную Министерством образования Сербии. Он работал государственным служащим в Министерстве строительства и отвечал за строительство ряда зданий Чехословацкой ассоциации гимнастики «Сокол» (основатели — Сокол Мирослав Тырш и Йиндржих Фюгнер). Организация отвечала за строительство ипподромов, спортивных площадок и тренажёрных залов, которые до сих пор находятся в муниципалитетах Чехии и Словакии. В своих работах Момир Корунович, по мнению критиков, был более склонен к излишествам во внешней обработке фасада, чем к функциональности проектируемых зданий, но, несмотря на это, его работы почти никого не оставляли равнодушными.
Момир Корунович полагал, что «в национальной архитектуре… может применяться только то, что характерно для духа людей, живущих в этом государстве». Архитектор создавал специфический сербско-византийский стиль, в котором соединил романтические сербские традиции и академическую форму, умеренно используя современные течения того времени. Его стиль отличают выразительные, богато украшенные фасады, в которых умело сочетаются старые традиции и новые современные формы. Как архитектор Корунович был чрезвычайно продуктивен — он разработал 143 проекта, 83 из которых были реализованы.
В 2020 году городские власти Белграда приняли решение возвратить историческому зданию почты, построенному по проекту архитектора в 1927 году и разрушенному в годы Второй мировой войны, исторический облик. Реставрационные работы предполагается завершить через два с половиной года.

## Избранные работы

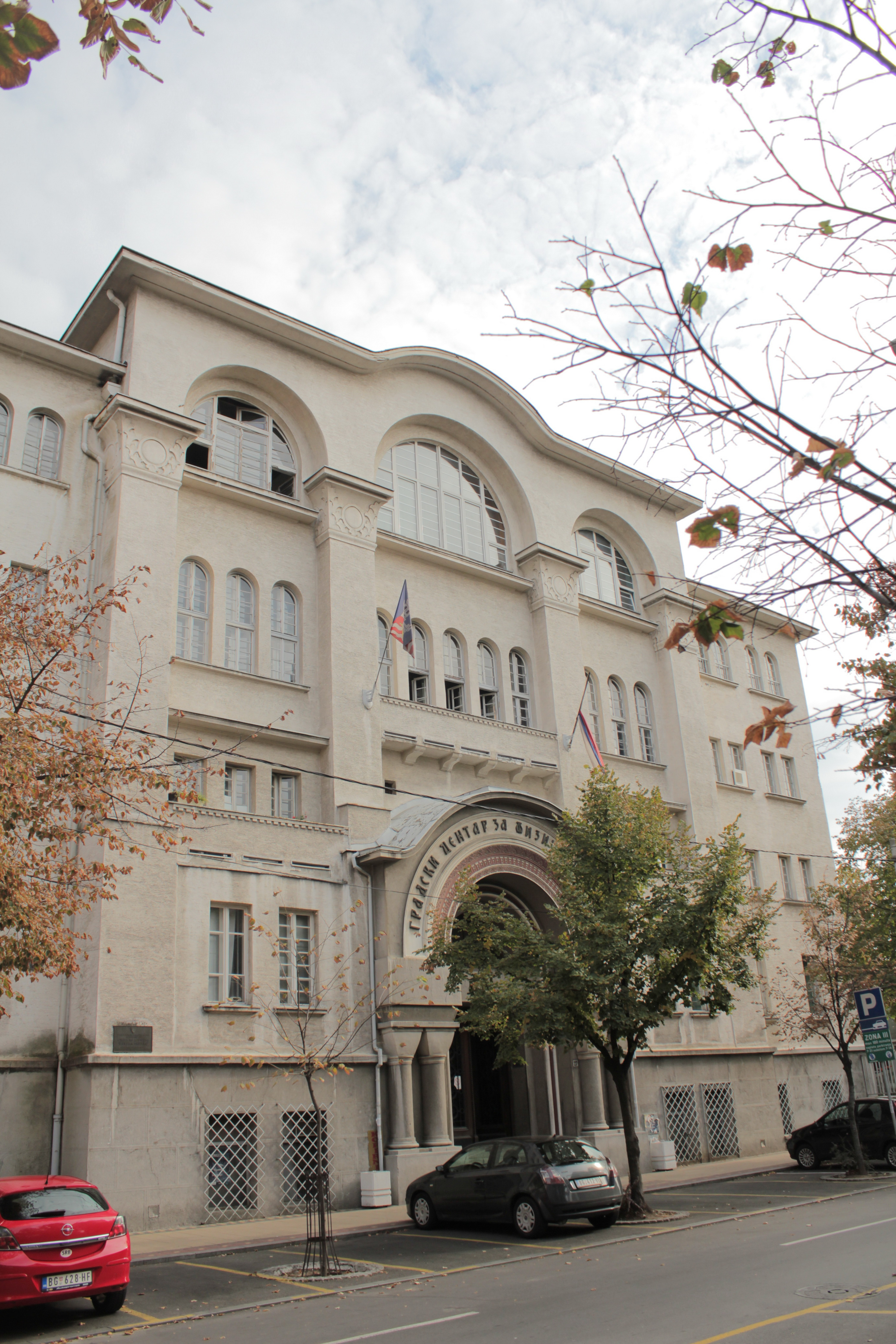
Здание Сокол в Нови-Саде
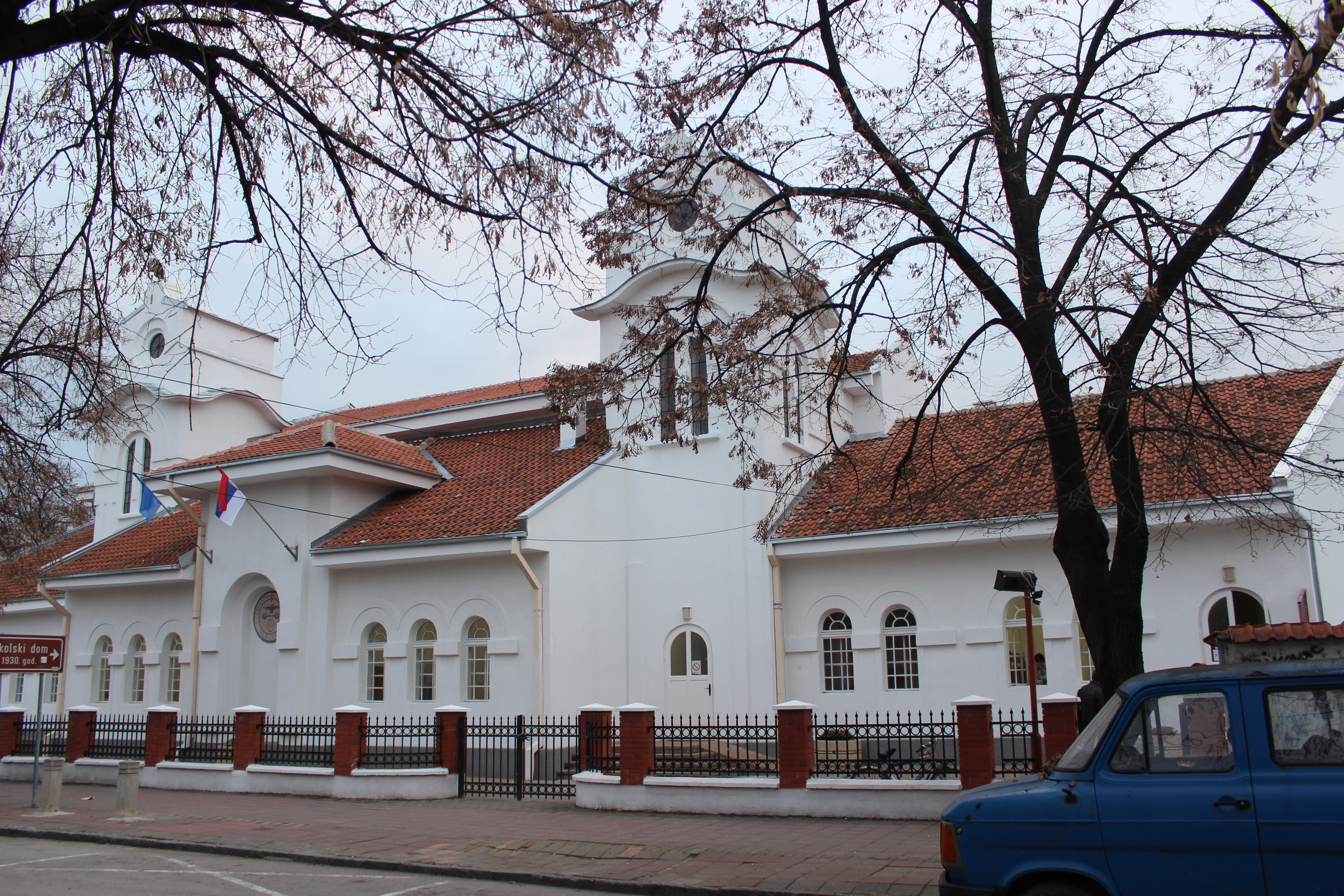
Здание Сокол в Обреноваце[серб.]
Церковь Святых Кирилла и Мефодия
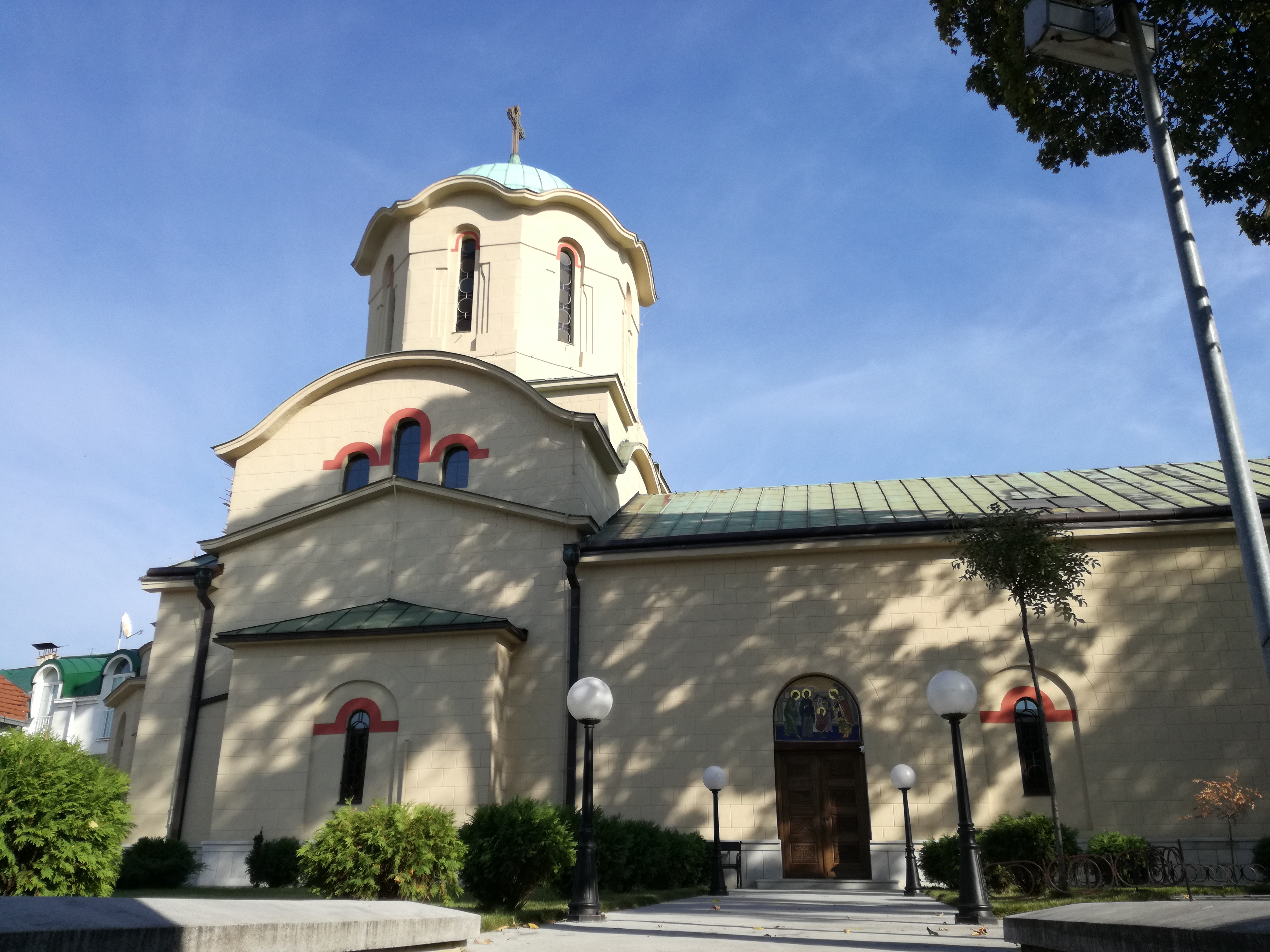
Церковь Покрова Пресвятой Богородицы в Белграде
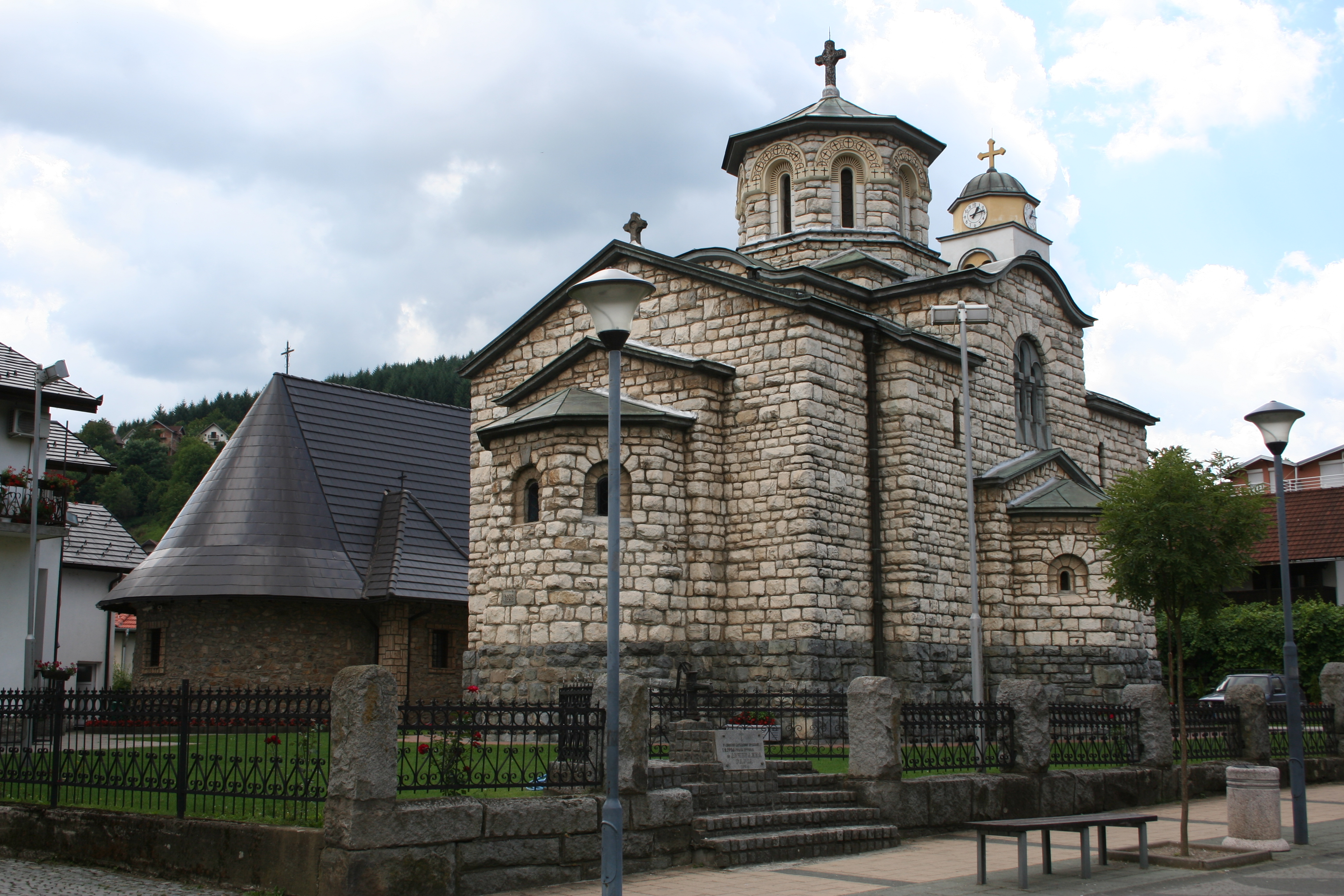
Церковь Святого Вознесения (Крупань)[англ.]
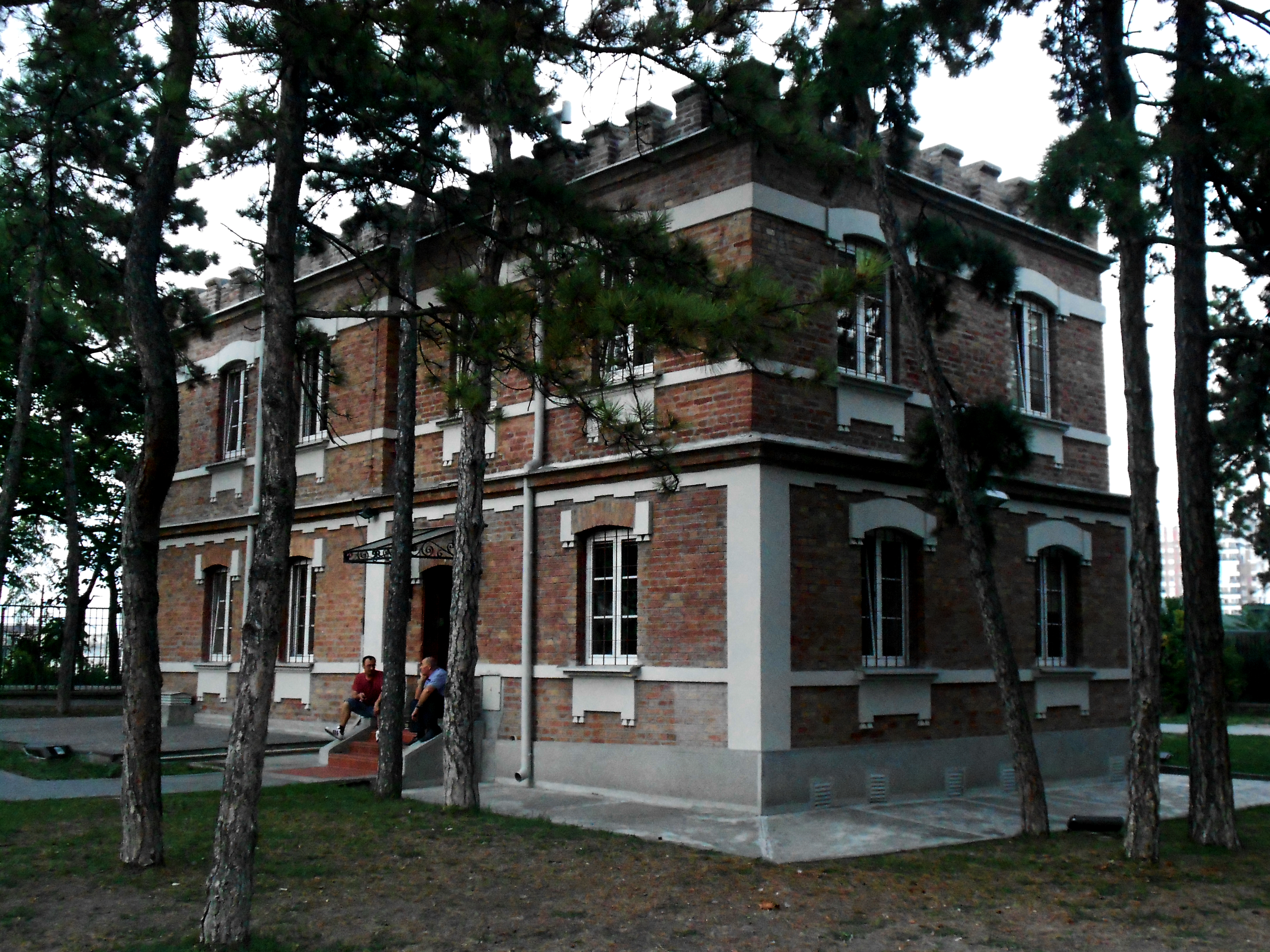
Здание сейсмологического института[англ.]
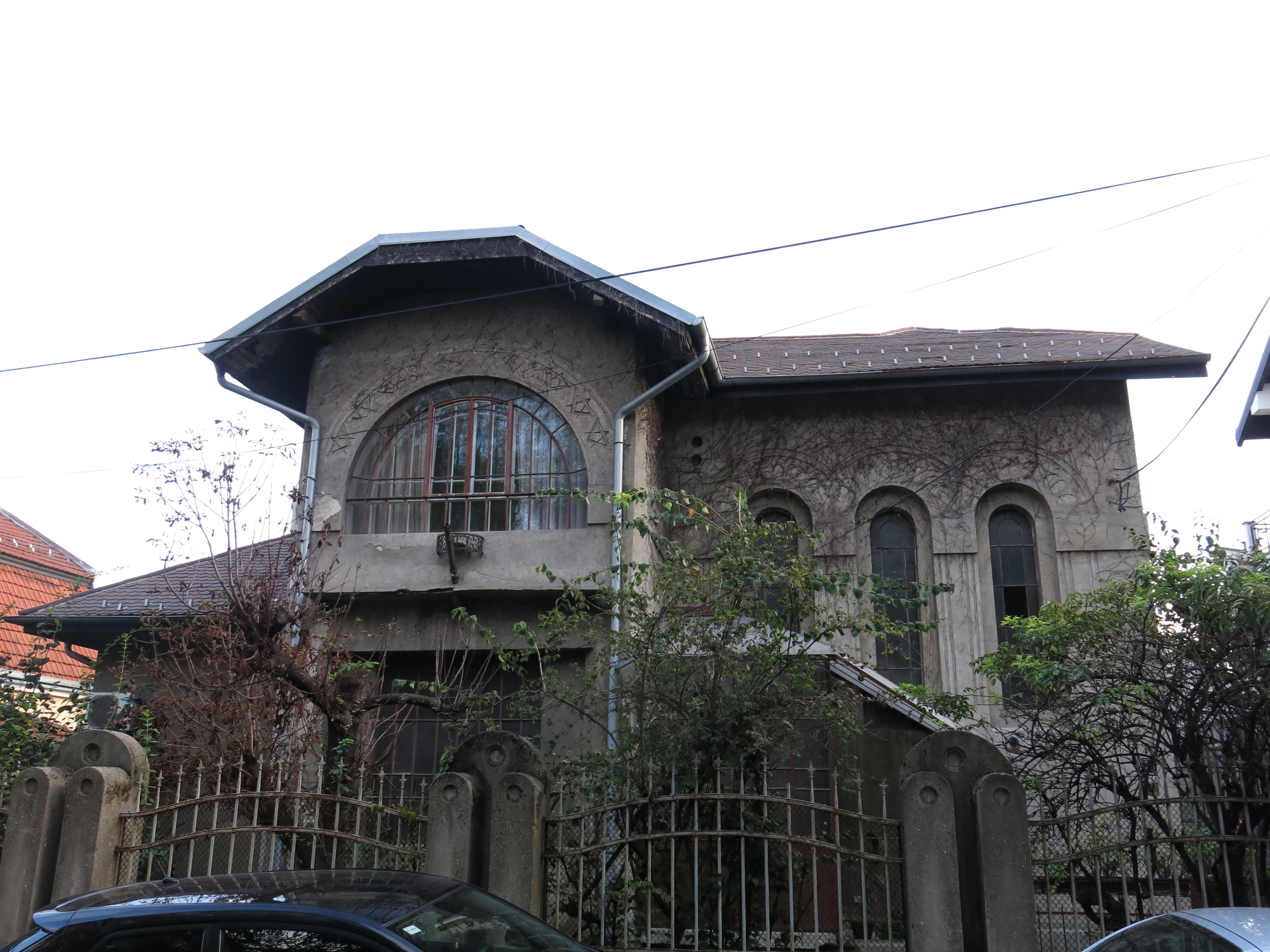
Семейный дом Коруновичей
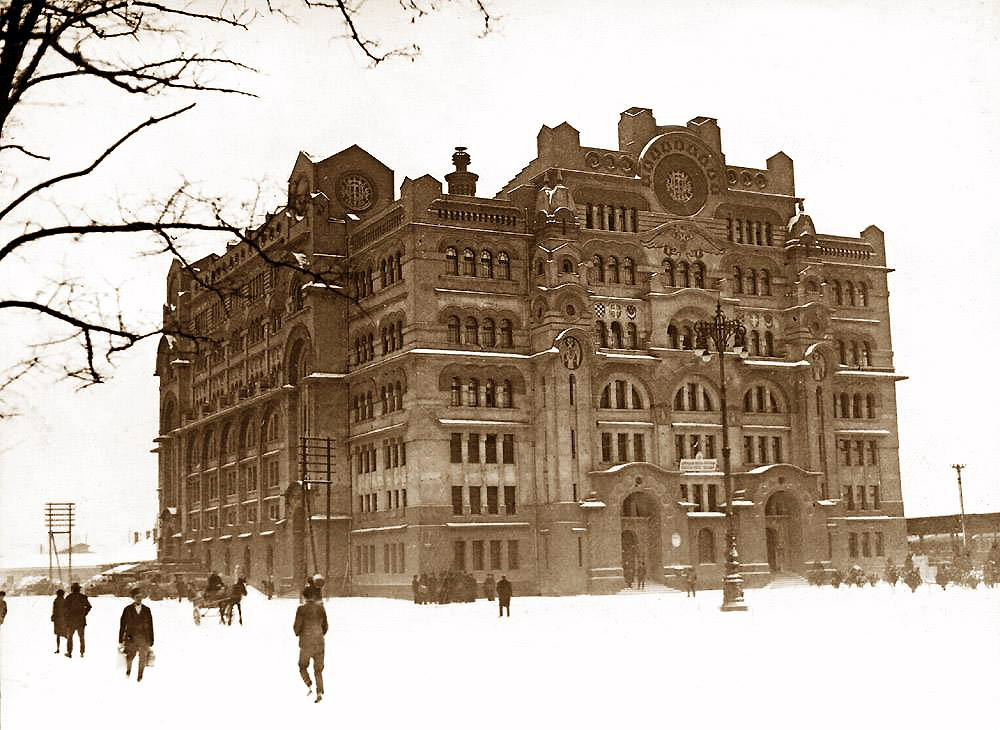
Старое почтовое отделение на площади Сава в Белграде